# Littérature ouzbèke
La Littérature ouzbèke englobe toutes les productions littéraires en Ouzbékistan (34 000 000 habitants en 2020) et/ou en ouzbek (> 25 000 000 ouzbékophones en 2020), en tous lieux et toutes époques. En ce sens, de manière annexe, elle peut intégrer les pratiques des minorités linguistiques, des diasporas, et les productions en langues étrangères comme le russe (langue co-officielle) et l'anglais.

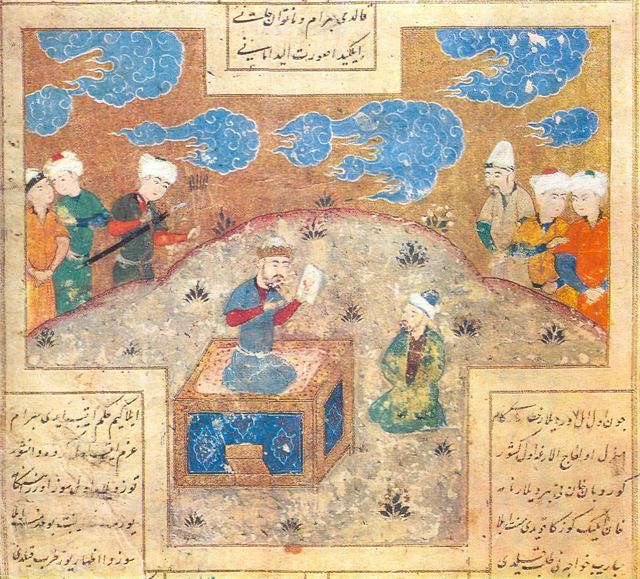
Mani Bukhram-Gur

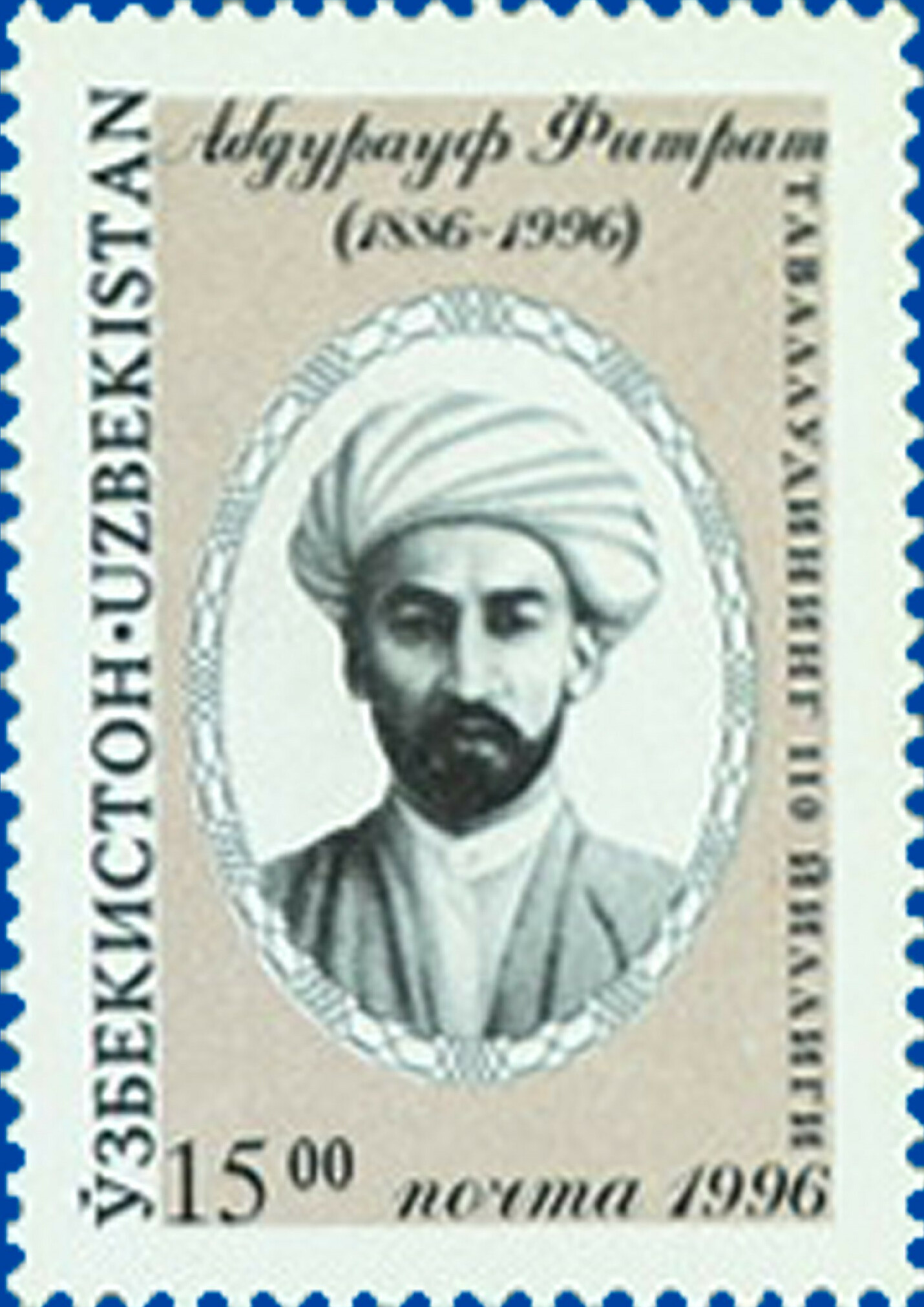
Abdurauf Fitrat sur timbre

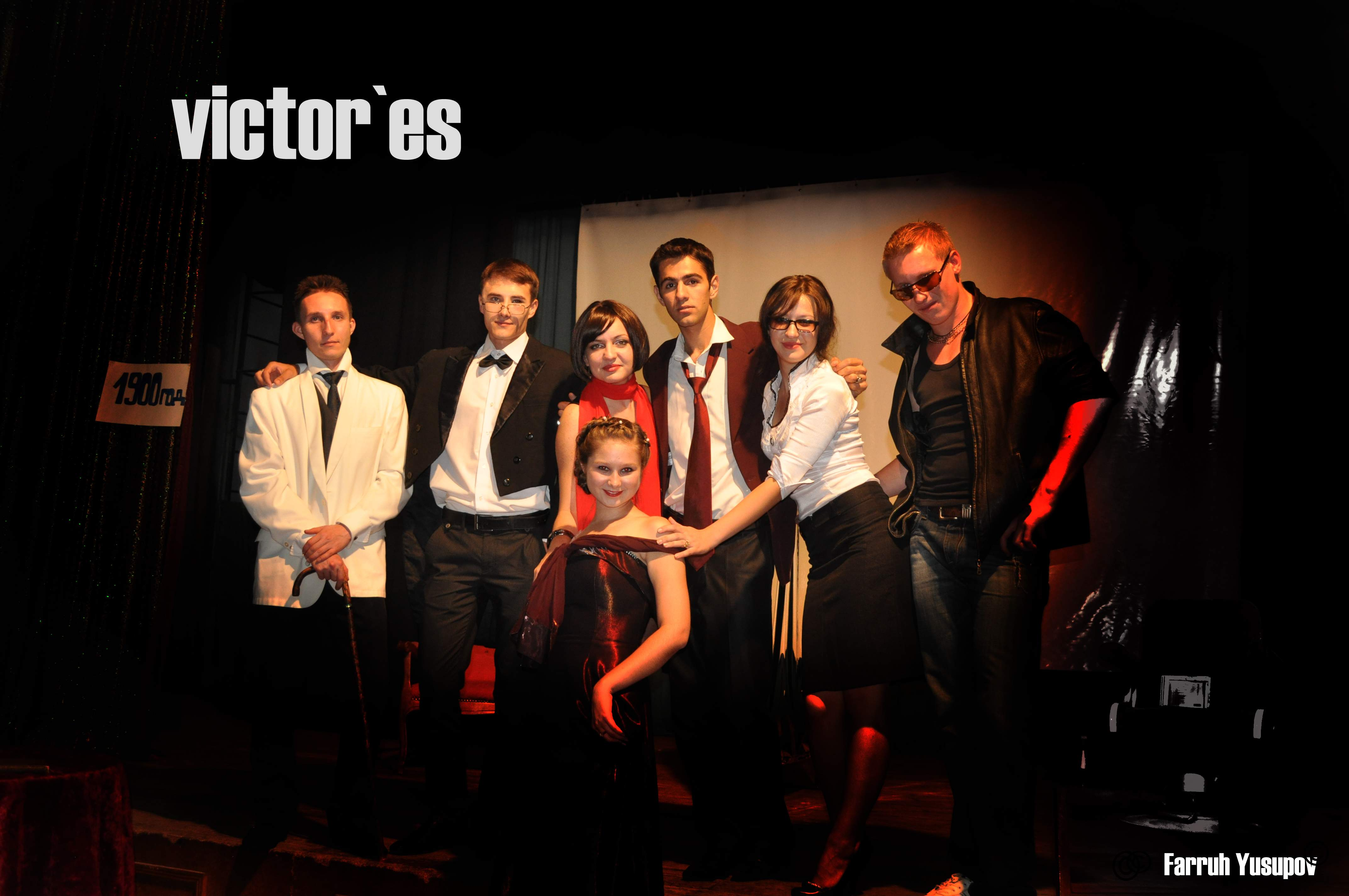
Théâtre russe de Samarcande

## Repères historiques
Les Ouzbeks, comme de nombreux peuples de l'Asie centrale, appartiennent et participent à des ensembles régionaux plus importants.
Les Chaybanides (1429-1598) sont la première dynastie turco-mongole à se revendiquer ouzbèke, dans ce qui fut la Transoxiane antique.
La dislocation du Khanat de Djaghataï est à l'origine du Khanat de Khiva (1511-1920), du Khanat de Kokand (1709-1876), du Khanat de Boukhara (1500-1875) puis Émirat de Boukhara (1875-1920). Les Russes s'imposent dans la région en 1864
- Langues en Ouzbékistan, Langues d'Ouzbékistan

## Histoire littéraire

### Âge d'or de l'Islam entre Boukhara et Samarcande
Des savants, poètes, écrivains résidaient à Boukhara au Xe siècle (Âge d'or de l'islam) : le grand médecin et philosophe Avicenne (Abu Ali Ibn Sînâ), né à proximité à Afshéna (980-1037), le poète Roudaki et le savant encyclopédiste al-Biruni (mathématicien, physicien, astronome, historien, etc.), né près de Khiva (973-1048), qui correspondit avec Avicenne. Boukhara est le berceau d'al-Boukhârî (810-870), un important compilateur de hadiths (recueils de paroles attribuées à Mahomet).
- Abu Nasr Mansur (960-1036)
- Al-Biruni (973-1052)

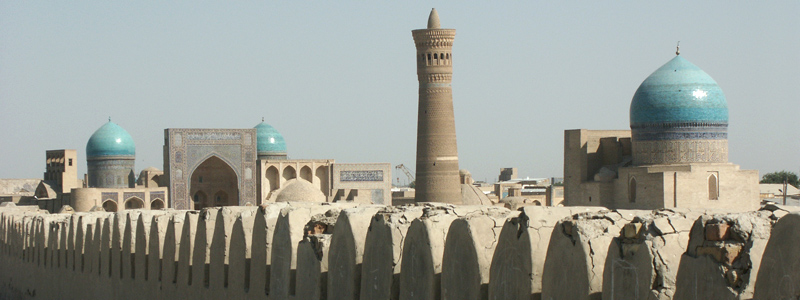
Panorama de Boukhara, capitale de l'empire des Samanides aux

- Avicenne (980-1037), encyclopédie médicale Qanûn, Livre de la guérison, Livre de la science (Danesh-e Nâma)
- Ahmed Yasavi (1093-1166), poète soufi

### EntreXIIIeetXVIIIesiècles

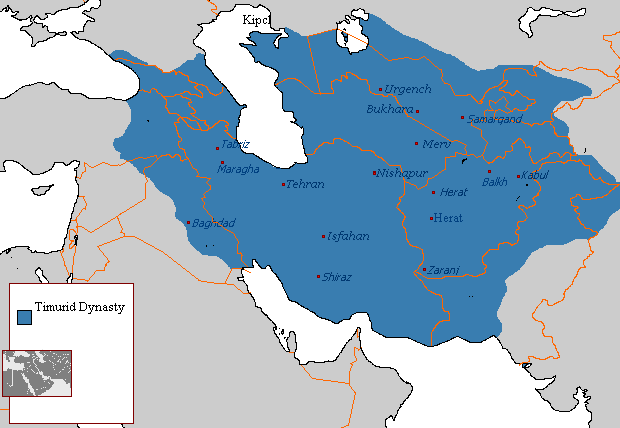
Empire timouride (1370-1506)

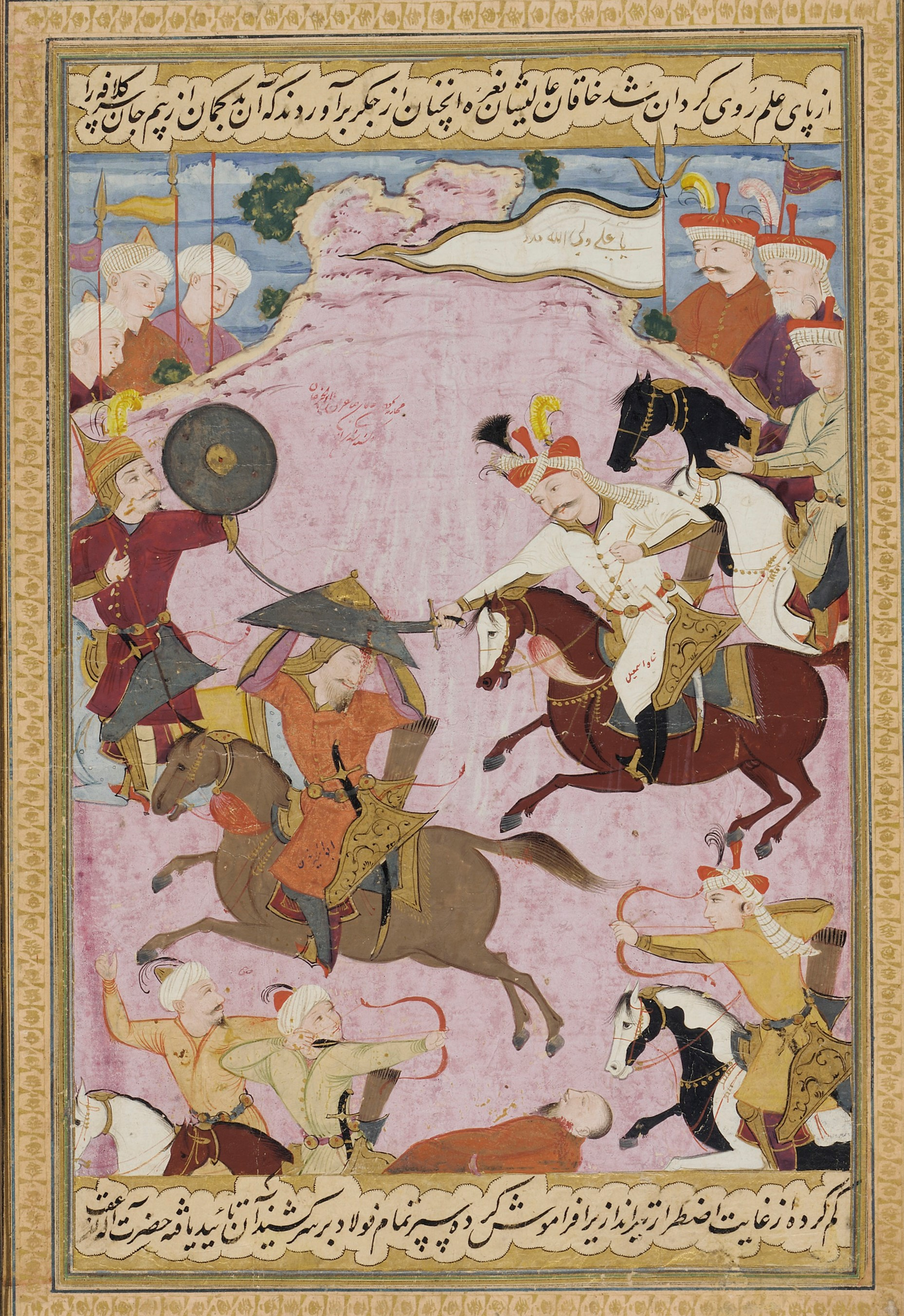
Mu'in Musavvir, v.1688, Bataille opposant Shah Ismaïl et >Shaybani Khan

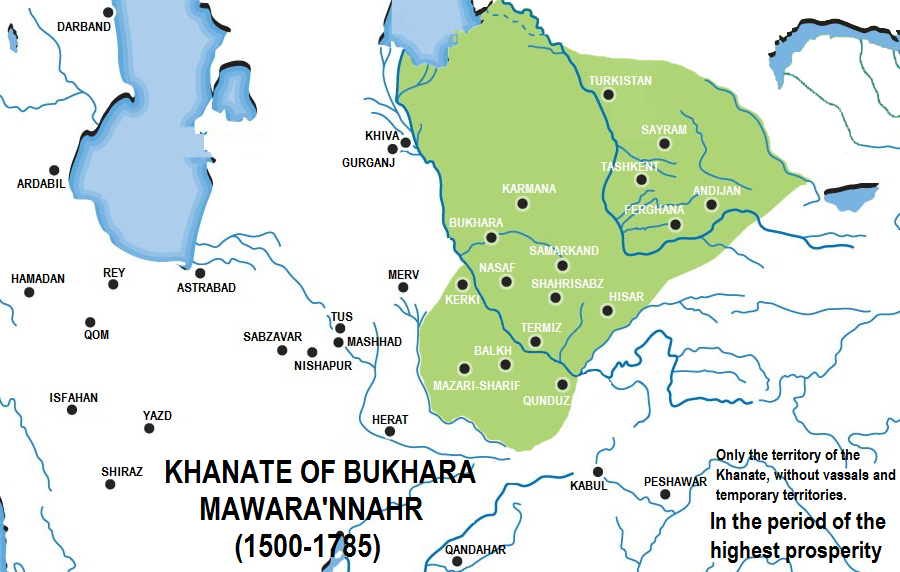
Khanat de Boukhara à son optimum

La renaissance timouride est à l'origine du tchaghataï et de l'époque littéraire classique.
- Pourya-ye Vali (en) (1247-1326) ou Pahlavan Mahmud Khwarazmi, lutteur-guerrier, poète-philosophe, soufi, guerrier, saint patron de Khiva
- Chorezmi (pl) (v.1310-v.1370), Mahabbatname
- Saifi Saroi (1323-1396)[1]
- Atoi (?)
- Lutfiy (1366-1465)[2]
- Yusuf Sakkokiy (?)
- Alpamych (dastan), grande épopée du monde turcophone d'Asie centrale
- Gadoi (1404-vers 1495)[3]
- Husainiy (1438-1506
- Mir Alicher Navoï ou Ali-Shir Nava'i (1441-1501), écrivain, poète, linguiste, mystique, vizir, émir, de langue tchaghataï, membre de la Renaissance timouride, Majnoun et Leila
- Mohammad Chaybani (1451-1510), khan, poète, mécène
- Muhammad Salih (1455-1535)
- Babur (1483-1530), prince, diariste, autobiographe, en tchaghataï, Baburnama
- Ubaydi (1487-1540)
- Abulghazi Bahadur (Abulgozi Bahodirhon) (1603-1663)[4], khan, historien
- Sufi Allahyor (1644-1721)[5]
- Mashrab (en) (Boborahim) (1653 ou 1657-1711), poète mystique soufi
- Muhammad Andalib (1712-1780)[6]
- Hojanazar Huvaydo (1720-1780)[7]
- Muhammadniyoz Nishoti (1730-1790[8]
- Muhammadsharif Gulhani[9]

### XIXesiècle
Dans la seconde moitié du siècle, la Russie s'étend, colonise, établit un Turkestan russe (5 280 983 habitants en 1897), et favorise la sédentarisation. Le siècle est aussi celui de l'éveil national.

Turkestan russe vers 1900

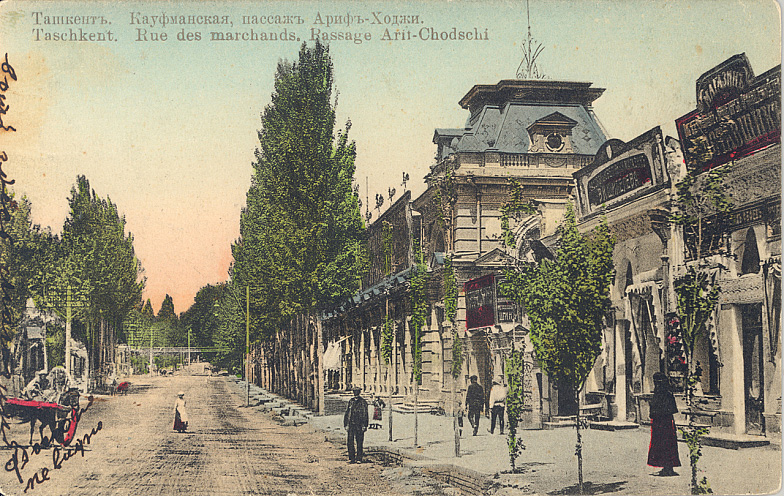
Tachkent 1900

- Mounis Khorezmi ou Mounis Cher-Mouhammad Abazbi-Ogli (1778-1829), poète, chroniqueur, en tchaghataï
- Ouvaïssi (Jahon otin Uvaysiy) (1781-1845), poétesse soufi
- Umarxon (uz) ou Amir Umarxon (Amiriy) (1787-1822)
- Nadira (1792-1842), alias Komila et Maknuna, poétesse
- Muhammad Rizo Ogahi, ou Agakhi (1809-1874)
- Ájiniyaz (en) Qosıbay Ulı (1824-1878), poète karakalpak
- A'jiniyaz (1824-1874)
- Komil Xorazmiy (1825-1899)[10],[11]
- Muhyiddin Muhyi (1836-1911)
- Musa Sayrami (1836-1917), historien, romancier, Tārīkh-i amniyya et Tārīkh-i ḥamīdi, en tchaghataï
- Yusuf Saryomi (1840-1912)
- Mohammed Rahim Khan II (1845-1910), khan, poète
- Muqimi (1850-1903)
- Zavqiy (1853-1921);
- Furqat (en) (1859-1909) (Zokirjon Xolmuhammad oʻgʻli), poète
- Ishoqhon Ibrat (1862-1937)[12]
- Ahmad Tabibi (1868–1910)[13]
- Anbar Otin (uz) (1870-1915)

### XXesiècle
De 1905 à 1930 se développe le mouvement religieux réformiste jadidiste. La période soviétique s'étend de 1925-1930 aux années 1980. L'indépendance éclate en 1990.
- Siddiki Ajzi (1864-1927)[14]
- Karimbek Kami (1865-1922)[15]
- Abdulla Avloniy (de) (1874-1934)
- Mahmudkhodja Behbudiy (en) (1875-1919), journaliste, dramaturge, réformateur religieux jadidiste
- Rahmonberdi Madazimov (en) (1875-1933), écrivain, dramaturge (kirghiz), fondateur du Osh State Academic Uzbek Music and Drama Theater named after Babur Théâtre Babour (1914)
- Munawwar Qari Abdurrashidkhan ogli (en) (1878-1931), poète, journaliste, enseignant, réformateur religieux jadidiste
- Sadriddin Aini (1878-1954), romancier, nouvelliste
- Muhammadsharif Soʻfizoda (de) (1880-1937), poète
- Hodschij Muin (de) (1883-1942), pédagogue, journaliste
- Sidqiy Hondayliqiy (uz) (1884-1934), poète, traducteur
- Abdurrauf Fitrat (1886-1934)[16], enseignant, poète, homme politique (ministre), victime de la purge de 1938
- Majid Qodiri (en) (1886-1938), polygraphe
- Hamza Hakimzade Niyazi (1889-1929)
- Choʻlpon (1893-1938), poète, dramaturge, romancier, traducteur
- Abdulla Qodiriy (en) (1894-1938), dramaturge, poète, traducteur
- Vasli Samarkandi (1896-1925)[17]
- Abdulhamid Chulpon (1897-1938)[18], poète, traducteur, éditeur, dramaturge
- Gʻafur Gʻulom (en) (1903-1966), poète, traducteur
- Oybek (pl) (1904-1968), né Muso Toshmuhammad, poète, traducteur, érudit
- Ouïgoun (1905-1990), poète, dramaturge
- Mirkarim Osim (1907-1985), romancier, essayiste, historien
- Abdulla Qahhor (en) (1907-1968), romancier, nouvelliste, traducteur, dramaturge, poète
- Quddus Muhammadiy (en) (1907-1999), poète, universitaire, dramaturge, litt. jeunesse
- Maksud Shayhzoda (uz) (1908-1967), poète
- Hamid Olimjon (en) (1909-1944), poète, dramaturge, traducteur, universitaire
- Kamil Yashin (en) (1909-1997), poète, scénariste
- Mirtemir (en) (1910-1978), poète, acteur, dramaturge, chanteur, musicien, traducteur
- Urinboy Rakhmonov (en) (1910-1980), poète, dramaturge
- Usmon Nosir (en) (1913-1944), poète
- Zulfiya Isroilova (1915-1996), poétesse
- Turab Tulakhozhaev (en) (1918-1990), écrivain
- Said Ahmad (1920-2007)[19], nouvelliste, journaliste
- Asqad Muhtor (ru) (1920-1997), romancier, nouvelliste
- Odil Yakubov (en) (1926-2009), romancier , essayiste
- Pirimkul Kodirov (1928-2010)[20], romancier* * Xudoyberdi To'xtaboyev (en) (1933-), littérature jeunesse
- Ilyas Malayev (en) (1936-2008), musicien, poète
- Erkin Vohidov (en) (1936-2016), poète, dramaturge, traducteur, homme politique
- Aleksandr Arkadevich Feinberg (ru) (1939-2009), poète, scénariste
- Mamadali Mahmoudov (1940-) ou Evril Touran, nouvelliste
- Shukur Holmirzaev (1940-2005)[21]
- Utkir Khashimov (1941-2013)[22]
- Abdulla Oripov (1941-2016), poète
- Mo'ina Khojaeva (en) (1941-), poète, nouvelliste
- Oydin Hojieva (uz) (1942-)
- Muhammad Ali (1942)[23]
- Rauf Parfi (uz) (1943-2005)
- Tohir Malik (en) (1946-2019), romancier, nouvelliste
- Halima Xudoyberdiyeva (1947-2018), journaliste, poétesse
- Tagaï Mourad (1948-2003)
- Azim Suyun (uz) (1948-2020), journaliste, poète, dramaturge
- Ahmad A'zam (en) (1949-2014), journaliste, scénariste, critique, homme politique
- Muhammad Solih (1949-), homme politique, essayiste
- Erkin Aʼzam (uz) (1950-), nouvelliste
- Sharof Boshbekov (uz) (1951-), poète, dramaturge
- Alishir Ibadinov (1953-) (1953-), journaliste, essayiste
- Hamid Ismaïlov (1954-), journaliste, poète, romancier, exilé, Dans les eaux du lac interdit
- Muhammad Yusuf (poète) (en) (1954-2001), poète
- Jahangir Mamatov (en) (1955-), linguiste, lexicographe, journaliste, écrivain
- Shamshad Abdullaev (en) (1957-), poète, traducteur, essayiste
- Stalik Khankishiev (en) (1962-), cuisinier, animateur et auteur culinaire

### XXIesiècle
- Bakh Akhmédov (1967-)[24], poète de langue russe
- Nafisa Abdullaeva (en) (1978-), juriste, poétesse
- Alisher Saipov (en) (1980-2007), journaliste tadjik, d'origine ouzbèke, assassiné
- Yevguéni Abdoullaïev[25], La Tachkénie

## Auteurs
- Écrivains ouzbek
- Romanciers ouzbeks (en)
- Journalistes ouzbek (en)
- Svetlana Gorshenina (en) (1969-), historienne

### Poètes
- Poètes ouzbek, Poétesses ouzbek
- Poètes ouzbek par siècle (en)
- Liste de poètes en langages turcs
- Poète du peuple (Ouzbékistan) (en)

### Dramaturges
- Hamza Hakimzade Niyazi (1889-1929)
- Abdulla Qodiriy (en) (1894-1938)
- Ouïgoun (1905-1990), poète, dramaturge
- Hamid Olimjon (en) ou Alimjan (1909-1944)
- Yoʻldosh Aʼzamov (1909-1985)
- Michael Aronov (it)

## Œuvres

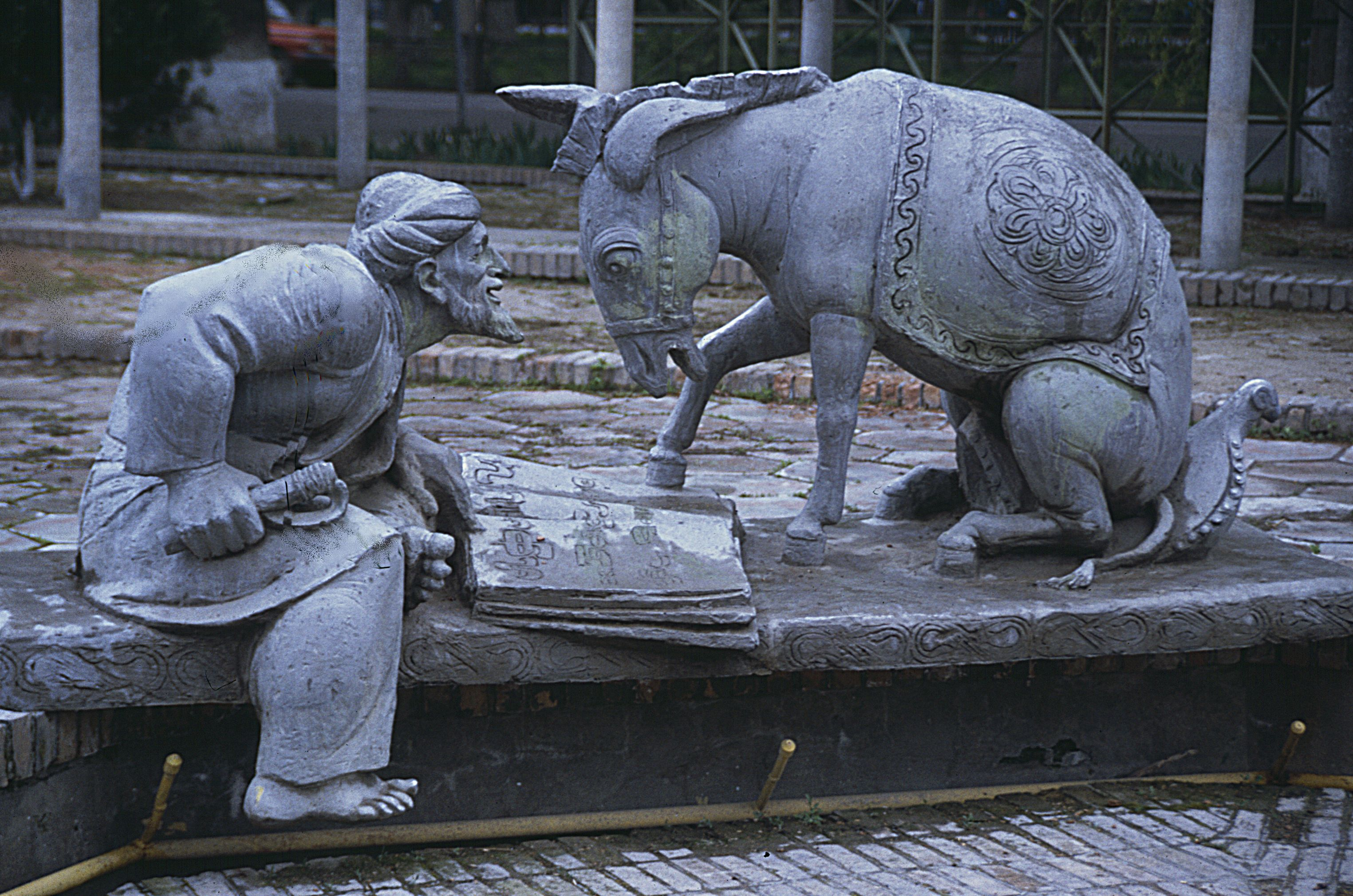
Satue de Nasr Eddin Hodja à Samarcande

- Alpamych, épopée turcophone, à rapprocher de la kirghize épopée de Manas
- Oʻtgan kunlar (en) (1925, roman, Abdulla Qodiriy)
- Encyclopédies en ouzbek :
  - Wikipédia en ouzbek
  - Encyclopédie nationale d'Ouzbékistan (en) (2000-2005)
  - Encyclopédie soviétique ouzbèke (en) (1971-1980)
- Le Chemin de fer (Ismaïlov) (en) (2006) d'Hamid Ismaïlov

## Institutions
- Université nationale d'Ouzbékistan (1918)
- Musée d'État de la littérature Alisher Navoi (en) (1947)